# Diepe tijd

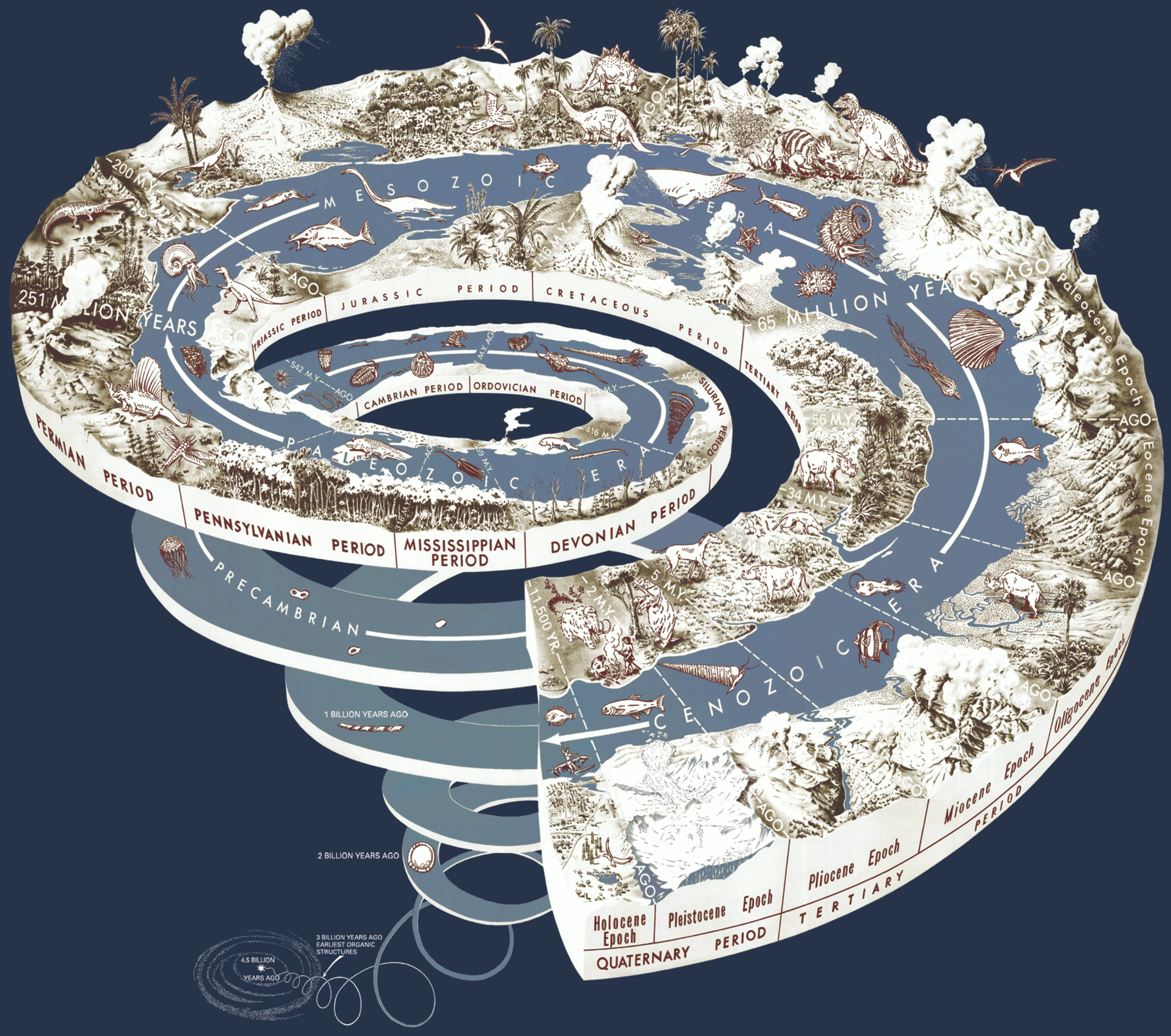
De geologische tijdschaal is in deze afbeelding van de Amerikaanse geologische dienst voorgesteld als een spiraal. Recentere tijdperken zijn het duidelijkst zichtbaar, wat symboliseert dat over deze tijdperken meer bekend is. De laatste 500 miljoen jaar (ongeveer overeenkomend met het eon "Fanerozoïcum") zijn redelijk zichtbaar, maar geleidelijk verdwijnt de spiraal in de diepte van de tijd.

De tijdschaal voor de evolutie van het leven. De tijdschaal is logaritmisch van aard: recente gebeurtenissen worden uitvergroot.

Diepe tijd is een begrip waarmee de geologische tijdspanne wordt aangeduid. Begrip van diepe tijd kan gebruikt worden bij het bestuderen van geologische en van evolutionaire processen.

## Wetenschappelijke omwenteling
Moderne methoden dateren het begin van de Aarde op 4,54 miljard jaar geleden. Een van de oudste geschriften waarin de grote ouderdom van de Aarde wordt beschreven dateert uit de 11e eeuw en komt van de Perzische geleerde Avicenna (Ibn Sina, 973–1037). Ook in China komt men in die periode tot eenzelfde conclusie. In Europa duurde het echter tot in de 18e eeuw voor dit werd onderkend door een Schotse geleerde James Hutton (1726–1797).
In het begin van de 18e eeuw bracht kritiek op het jongeaardecreationisme nog een aanzienlijk risico met zich mee, hetgeen zelfs kon leiden tot de doodstraf. Hutton was zich hiervan zeer bewust. Huttons ideeën over de ouderdom van de Aarde werden bijna een eeuw later verder uitgewerkt door Charles Lyell, wiens werk uitgebreid werd bestudeerd door zijn tijdgenoot Charles Darwin.

## Voorstelling van diepe tijd
De geologische tijdschaal omvat miljarden jaren. Voor een goed begrip van diepe tijd is een meer alledaags referentiekader nodig. Een dergelijk referentiekader kan helpen bij het accepteren van bijvoorbeeld evolutionaire processen.
Een bruikbaar uitgangspunt is een tijdas, waarbij elke centimeter staat voor 1000 jaar. De middeleeuwen bevinden zich dan enkele millimeters voor het heden. Twee centimeter voor het heden is het begin van onze jaartelling. En vijf centimeter voor het heden werden de piramides gebouwd, kent de mens het spijkerschrift en bevindt Europa zich ondertussen nog diep in de prehistorie.
De neanderthalers leefden 180.000 tot 30.000 jaar geleden. Dat is op bovengenoemde tijdschaal zo'n 30 centimeter tot 1,8 meter voor het heden. De mensachtige Lucy, waarvan de resten zijn gevonden in Ethiopië, leefde ca. 3.000.000 jaar geleden, op bovengenoemde tijdschaal 30 meter voor het heden. Gerelateerd aan het feit dat alles uit de geschreven geschiedenis binnen een paar centimeter past, kan men zich een betere voorstelling maken van de 30 meter afstand tot de aapmens Lucy.
De laatste dinosauriërs sterven op deze tijdschaal zo'n 650 meter voor het heden uit, terwijl de dinosauriërs zo'n 2 à 3 kilometer voor het heden zijn ontstaan; een honderdmaal grotere afstand dan de afstand tussen ons en Lucy. De eukaryotische cel, een celtype dat al heel erg veel genetische kenmerken heeft van alle nu bekende meercellige organismen (planten, schimmels en dieren zijn Eukaryoten), ontstonden zo'n 20 kilometer voor het heden, terwijl de prokaryotische cellen op deze schaal 35 kilometer terug ontstonden (3,5 miljard jaar geleden).
Voor geologische processen is deze lineaire tijdschaal redelijk verhelderend. Een tijdschaal op basis van het aantal generaties is mogelijk meer passend voor evolutionaire processen. Een moderne bacterie deelt zich in enkele uren, maar waarschijnlijk deelden de eerste Prokaryoten zich minder snel. De generatietijd voor de moderne mens is ongeveer 25 jaar, voor Lucy was dat eerder 10, of zelfs 5 jaar. Toch moet voor de prokaryotische ontwikkeling rekening worden gehouden met een 5000 keer zoveel generaties. Voor een goed begrip van de evolutionaire tijd moet de ontwikkelingstijd tot de eerste eukaryotische cel, 15 kilometer, dus met (minstens) 5000 vermenigvuldigd worden. Ook de eukaryotische generatietijd (grotendeels eencellig) is naar schatting een factor 2000 korter dan die van grotere dieren.
Bijgevolg plaatst deze evolutionaire tijdschaal het oude Egypte 5 cm in het verleden, de mensachtige Lucy zo'n 30 meter, terwijl de dinosauriërs ontstaan en weer uitsterven binnen een afstand van enkele kilometers. Voor de prokaryotische ontwikkeling is er echter een afstand beschikbaar van tweemaal de omtrek van de Aarde, terwijl de eukaryotische ontwikkeling zelf er nog een rondje bij doet voordat hogere organismen op het toneel verschijnen. De enorme oprekking van de vroege evolutionaire tijdas verklaart het feit dat de belangrijkste evolutionaire ontwikkelingen in deze periode hebben plaatsgevonden.